# Детекторный радиоприёмник
Дете́кторный радиоприёмник — простейший радиоприёмник. Не имеет усилительных элементов и не нуждается в источнике электропитания — работает исключительно за счёт энергии принимаемого радиосигнала.

## Устройство
Состоит из колебательного контура, к которому подключены антенна и заземление, и диодного (в ранних вариантах — кристаллического) детектора, выполняющего демодуляцию амплитудно-модулированного сигнала. Сигнал звуковой частоты с выхода детектора воспроизводится высокоомными электромагнитными головными телефонами с сопротивлением не менее 3 кОм или же пьезоэлектрическими, с очень большим сопротивлением. Настройка приёмника на частоту радиостанции производится изменением индуктивности контурной катушки или ёмкости конденсатора (последний может отсутствовать, его роль в этом случае выполняет ёмкость антенны и настройка зависит от длины и расположения антенны).
Даже для приёма мощных радиостанций детекторный приёмник требует как можно более длинной и высоко подвешенной антенны (желательно десятки метров), а также правильного заземления. Этим в большой степени определяется чувствительность приёмника. Избирательность детекторного приёмника относительно невысока и полностью зависит от добротности колебательного контура.
Немногие важные достоинства детекторного приёмника — он не требует источника питания, очень дёшев и может быть собран из подручных средств. Подключив к выходу приемника любой внешний усилитель низкой частоты, можно получить приёмник прямого усиления. Благодаря этим преимуществам детекторные приёмники широко применялись не только в первые десятилетия радиовещания, но и значительно позже — в 1930-е — 1940-е годы, когда уже господствовала ламповая радиоаппаратура. Ради улучшения характеристик схему иногда усложняли: вводили элементы согласования входа приёмника с антенной, добавляли второй и даже третий колебательный контур, использовали трансформаторную или автотрансформаторную связь между колебательным контуром и детектором и т. д. Путём некоторых схемных ухищрений удаётся даже получить громкоговорящий приём мощных станций.
Детекторные приёмники применялись не только для приёма амплитудно-модулированных сигналов, но и немодулированных незатухающих колебаний (например, телеграфии с амплитудной манипуляцией). Детектор преобразует немодулированный сигнал в постоянный ток, который не создает звука в наушниках, поэтому к выходу приёмника вместо наушников подключается какое-либо электромеханическое устройство, преобразующее постоянный ток в звук, например, зуммер, тиккер или шлейфер.
По крайней мере одна модель детекторного приёмника выпускалась советской промышленностью примерно до второй половины 1950-х годов («Комсомолец»), позже — только в виде наглядных пособий для школ. В то же время сборка детекторного приёмника считалась полезным практикумом для начинающих радиолюбителей и входила в программу детских радиокружков. Среди радиолюбителей до сих пор сохраняется определённый интерес к постройке детекторных приёмников, но уже скорее эстетический, чем технический.
По принципу детекторного приёмника работают некоторые радиоизмерительные приборы — индикаторы поля и резонансные волномеры.
- SCR-54A — штатный детекторный приёмник корпуса связи США во время Первой мировой войны
- Семья вокруг детекторного приёмника. Рекламный снимок 1920-х годов, США
- Советский приёмник ПФ в фарфоровом корпусе, 1930 г.
- «Окопное радио» — солдатская самоделка времен Второй мировой войны, 1944 год
- «Комсомолец» — вероятно, последний в СССР детекторный приёмник, выпускавшийся не в качестве учебного пособия или игрушки (1947–1957 гг.)
- Детекторный приёмник-игрушка 1950-х годов в виде ракеты (реплика производства 1990-х–2000-х годов)[10]
- Детекторный приёмник из подручных материалов. Детектор сделан из бритвенного лезвия и графитового карандаша
- Школьный демонстрационный детекторный радиоприёмник. СССР, 1970-е — 1980-е годы